# ロープロファイルPCI

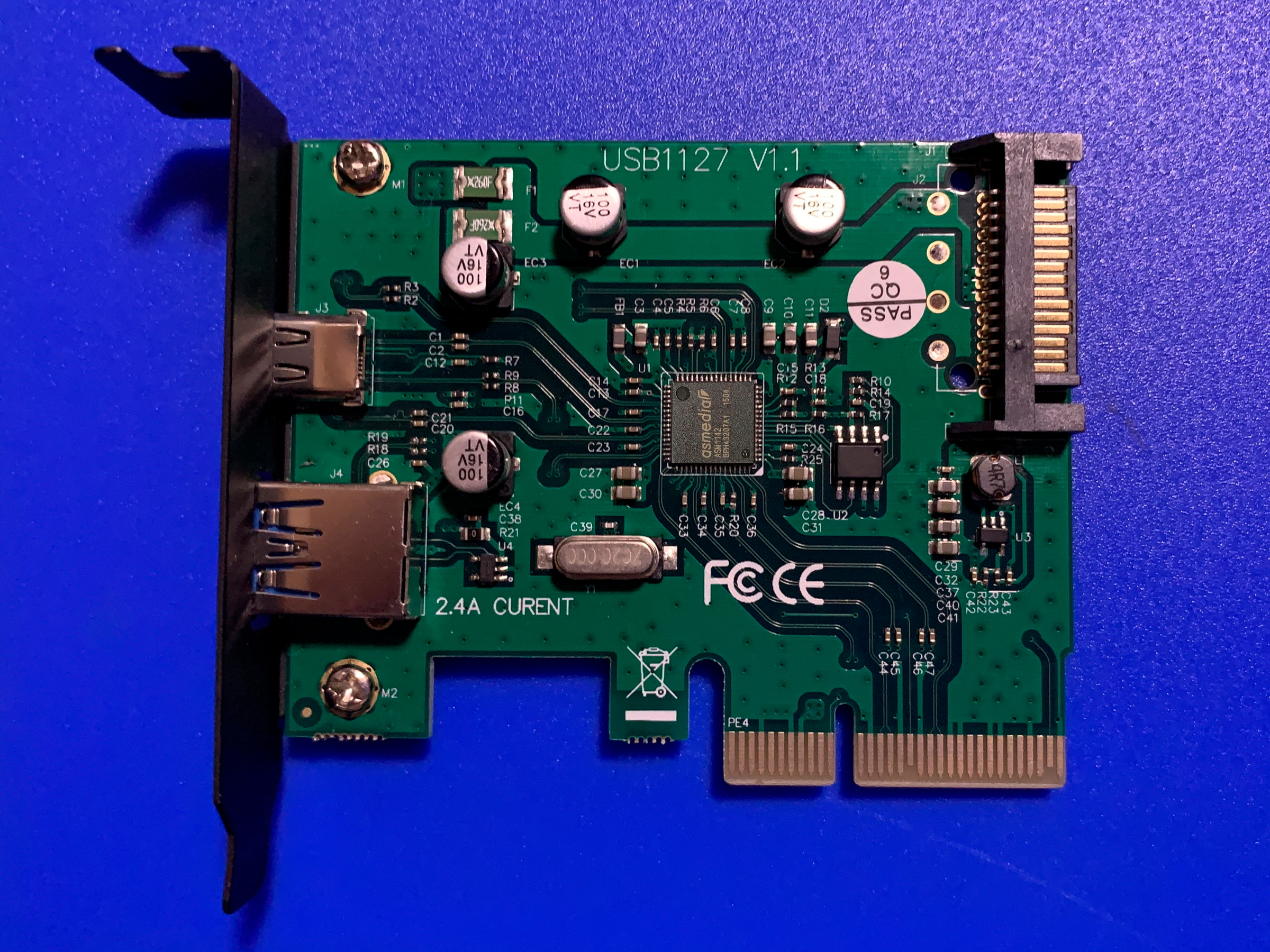
ロープロファイル PCI-Express x4

ロープロファイルPCI（LowProfile PCI）とは、Peripheral Component Interconnect(以下PCI)を省スペースPCなどに搭載できるよう小型にした物理的規格。PCI規格でのカードエッジ部の形状や信号面をそのままに、カードの幅を64mmまで、長さは120mm(MD1)又は168mm(MD2)に制限したものをそう呼ぶ。これにより、従来のPCIカードを装着するスペースが無かった小型のPCも、外部カードで拡張できるようになった。
通常のPCIと、このロープロファイルPCI用ブラケットが両方入って販売されているカードもあり、交換することでどちらのサイズのPCIとしてでも利用できる。ブラケットは通常サイズカードでは120mm、ロープロファイルでは80mmである。ケースの幅を見ることにより、その筐体がどのレベルでの拡張性があるかを推し量ることが出来る。
なお、AGPカードについても、ロープロファイル仕様は存在する。ただし、小型な筐体の放熱能力が期待できない点や限られた基板面積に対する実装部品の多さなどから、ハイエンド品はほぼ作られず、それ未満の能力であるチップを搭載した商品でさえもあまり多種は流通していない。また、単純に需要が少ないせいもあり、性能の割りには高価である。また、ロープロファイルAGPは正式に規格化された物ではなく、単純に基板の面積を狭くしただけの物であるため、PCにロープロファイルAGP対応と書かれていても実際には使えないグラフィックボードもある。

## ロープロファイルPCI Express
物理的には、ロープロファイルPCIで、仕様としてはPCI Expressに対応したもの。

## フルPCI
ロープロファイルPCIの派生元になる概念として、通常サイズのPCIカード規格についてもここで述べる。ロープロファイルと対比する便宜上フルPCIとしたが特にこれを意味する正式名称は無く、同じ物を指してフルサイズ・フルハイト・フルレンクスなどと呼ぶこともある。
カードの幅は107mmまで、長さは173mm（ハーフ、ショート）又は312mm（フルサイズ）と定められている。一般用途では前者のサイズに収められて作られている物が多い。
ここでのフルやハーフの俗称はカードの幅ではなく長さに関するもので、フル-ロープロファイルの関係とは別物であるが、市場では混同して使われていることもあり、購入時には注意を要する。